# БГ рок
БГ рок е българска рок група. Свири в стил хардрок

## История
Групата е основана през 1990 година от Бойко Ковачев и Иван Лазаров. През 1990 излиза дебютният им албум „Номер 1“, а едноименната им песен става химн на националния отбор по футбол за Мондиал 1994. Също така групата издава 2 англоезични албума. През 1996 песента „Бг рок и приятели“ става химн за олимпийските игри през 1996. От 1997 година участват в българската антиспин кампания. Специално за нея е написана авторската песен „It's time“. С нея те участват на форум за превенция срещу СПИН, организиран от фондацията на сър Елтън Джон. През 1998 участват на юбилейния концерт на Атлантик в зала „Христо Ботев“. През 2002 записват няколко балади с естрадния певец Деян Неделчев. Последният им албум излиза през 2005, а хитове стават „Страх от смъртта“ и „Сините в атака“. През май същата година са подгряваща група на Глен Хюз.

## Албуми
- 1990 – „Номер 1“
- 1992 – „I can't tell to stay with me“
- 1994 – „Mission“
- 1996 – „Кръстопът“
- 1998 – „Завръщане“
- 2000 – „The Best – BG-ROCK“
- 2005 – „Да идем в Рая“